# George Efstathiou
George Petros Efstathiou (* 2. September 1955 in London) ist ein britischer Astrophysiker.

## Leben
Efstathiou studierte ab 1973 an der Universität Oxford (Bachelorabschluss in Physik 1976)  und der University of Durham, an der er 1979 in Astronomie promoviert wurde. 1979/80 war er als Post-Doktorand an der University of California, Berkeley und danach am Institut für Astronomie der Universität Cambridge. Ab 1988 war er Savilian-Professor für Astronomie an der Universität Oxford und 1988 bis 1994 Leiter der Abteilung Astrophysik in Oxford. Ab 1997 war er Professor für Astrophysik an der Universität Cambridge und 2004 bis 2008 Direktor des Instituts für Astronomie in Cambridge. Ab 2008 ist er Direktor des Kavli Instituts für Kosmologie in Cambridge.
Efstathious Untersuchungen der Auswirkung (kalter) dunkler Materie auf die Strukturbildung im frühen Universum gehen bis 1980 zurück. Erste numerische Simulationen veröffentlichte er 1981, erste Berechnungen des CMB-Anisotropien in CDM (cold dark matter) Szenario 1984, gefolgt von detaillierteren Untersuchungen mit Carlos Frenk, Marc Davis und Simon White. 1990 fand er aus der Analyse der Daten des APM Galaxy Survey erste Hinweise auf Unstimmigkeiten eines CDM-Szenarios mit verschwindender kosmologischer Konstante. Efstathiou war auch am 2dFGRS (2dF Galaxy Redshift Survey) beteiligt (der auf dem APM Galaxy Survey beruhte und 1997 bis 2001 vom Australian Astronomical Observatory ausgeführt wurde), der ebenfalls eine nichtverschwindende kosmologische Konstante bestätigte. Efstathiou ist auch an führender Stelle an der Planck-Weltraumteleskop-Mission der ESA beteiligt.
1990 erhielt er die Maxwell-Medaille und 2005 mit Simon White den Dannie-Heineman-Preis für Astrophysik. 2011 erhielt er mit Marc Davis, Carlos Frenk und Simon White den Gruber-Preis für Kosmologie für Entwicklung von Cold Dark Matter Modellen des frühen Universums. 1994 wurde er Fellow der Royal Society. Er ist Fellow des Institute of Physics und der Royal Astronomical Society (1983 bis 2010). 2015 erhielt er die Hughes-Medaille der Royal Society, 2022 die Goldmedaille der Royal Astronomical Society und 2024 die Albert-Einstein-Medaille. 2025 wurde er mit dem Shaw Prize in Astronomie ausgezeichnet.